# Whitney Stakes
 (signalé en mai 2025).
Si vous disposez d'ouvrages ou d'articles de référence ou si vous connaissez des sites web de qualité traitant du thème abordé ici, merci de compléter l'article en donnant les références utiles à sa vérifiabilité et en les liant à la section « Notes et références ».
- Archive Wikiwix
- Bing
- Cairn
- DuckDuckGo
- E. Universalis
- Gallica
- Google
- G. Books
- G. News
- G. Scholar
- Persée
- Qwant
- (zh) Baidu
- (ru) Yandex
- (wd) trouver des œuvres sur Wikidata

Groupe 1
Les Whitney Stakes est une course hippique de plat se déroulant fin juillet ou début août sur l'hippodrome de Saratoga dans l'État de New York aux États-Unis.

## Histoire et caractéristiques
Crée en 1928 et rendant hommage à la Famille Whitney, impliquée dans le développement des courses à Saratoga, les Whitney Stakes étaient nommés Whitney Handicap, et reste parfois encore désigné sous ce nom. La course se déroule selon la formule handicap, c'est-à-dire que le poids à porter étant déterminé pour chaque cheval en fonction de ses performances, avec pour objectif d'égaliser les chances. Labellisée groupe 2 lors de l'introduction du système des courses de groupe au début des années 70, puis groupe 1 à partir de 1981, elle se dispute sur la distance de 1 800 mètres (2 000 mètres jusqu'en 1955) et son allocation s'élève à 1 200 000 dollars. Le vainqueur de l'épreuve est automatiquement qualifié pour le Breeders' Cup Classic.
Certains des plus grands champions de l'histoire des courses américaines ont remporté les Whitney Stakes, tels Equipoise, War Admiral, Tom Fool, Dr. Fager, Alydar, Easy Goer, Invasor ou Gun Runner. Et bien sûr Kelso, qui l'a remporté à trois reprises, un record partagé avec Discovery, triple vainqueur dans les années 30. Six juments ont inscrit leur nom au palmarès, Black Maria (1928), Bateau (1929), Esposa (1937), Gallorette (1948), Lady's Secret (1986), et Personal Ensign (1988). L'épisode le plus fameux de l'histoire des Whitney Stakes reste la défaite surprise du crack Secretariat en 1973.

## Palmarès
| Année | Vainqueur       | Pays       | Père             | Jockey              | Entraîneur              | Propriétaire                        | Deuxième           | Troisième          | Temps   |
| ----- | --------------- | ---------- | ---------------- | ------------------- | ----------------------- | ----------------------------------- | ------------------ | ------------------ | ------- |
| 2025  | Sierra Leone    | États-Unis | Gun Runner       | Flavien Prat        | Chad Brown              | Coolmore & White Birch Farm         | Highland Falls     | Disarm             | 1'48"92 |
| 2024  | Arthur's Ride   | États-Unis | Tapit            | Junior Alvarado     | Bill Mott               | Glassman Racing                     | Crupi              | Post Time          | 1'48"54 |
| 2023  | White Abarrio   | États-Unis | Race Day         | Irad Ortiz, Jr.     | Richard Dutrow, Jr.     | C Two Racing Stable & A. Pagnano    | Zandon             | Cody's Wish        | 1'48"85 |
| 2022  | LIfe is Good    | États-Unis | Into Mischief    | Irad Ortiz, Jr.     | Todd Pletcher           | CHC Inc & WinStar Farm LLC          | Happy Saver        | Hot Rod Charlie    | 1'48"97 |
| 2021  | Knicks Go       | États-Unis | Paynter          | Joel Rosario        | Brad H. Cox             | KRA Stud Farm                       | Maxfield           | Silver State       | 1'47"70 |
| 2020  | Improbable      | États-Unis | City Zip         | Irad Ortiz, Jr.     | Bob Baffert             | WinStar Farm & SF Racing LLC        | By My Standards    | Tom's Detat        | 1'48"65 |
| 2019  | McKinzie        | États-Unis | Street Sense     | Mike E. Smith       | Bob Baffert             | Karl Watson, M. Pegram & P. Weitman | Yoshida            | Vino Rosso         | 1'47"10 |
| 2018  | Diversify       | États-Unis | Bellamy Road     | Irad Ortiz, Jr.     | Richard Violette Jr.    | Lauren & Ralph Evans                | Mind Your Biscuits | Discreet Lover     | 1'49"62 |
| 2017  | Gun Runner      | États-Unis | Candy Ride       | Florent Géroux      | Steve Asmussen          | Winchell & Three Chimneys Farms     | Keen Ice           | Breaking Lucky     | 1'47"71 |
| 2016  | Frosted         | États-Unis | Tapit            | Joel Rosario        | Kiaran McLaughlin       | Godolphin Racing                    | Comfort            | Upstart            | 1'47"77 |
| 2015  | Honor Code      | États-Unis | A.P. Indy        | Javier Castellano   | Claude R. McGaughey III | Lane's End Farm                     | Liam's Map         | Tonalist           | 1'47"82 |
| 2014  | Moreno          | États-Unis | Ghostzapper      | Junior Alvarado     | Eric Guillot            | Southern Equine Stable              | Itsmyluckyday      | Will Take Charge   | 1'48"05 |
| 2013  | Cross Traffic   | États-Unis | Unbridleds Song  | John R. Velazquez   | Todd A. Pletcher        | GoldMark Farm, LLC                  | Successful Dan     | Mucho Macho Man    | 1'47"89 |
| 2012  | Fort Larned     | États-Unis | E Dubai          | Brian Hernandez Jr. | Ian R. Wilkes           | Janis R. Whitham                    | Ron The Greek      | Flat Out           | 1'47"76 |
| 2011  | Tizway          | États-Unis | Tiznow           | Rajiv Maragh        | H. James Bond           | William L. Clifton Jr.              | Flat Out           | Giant Oak          | 1'52"43 |
| 2010  | Blame           | États-Unis | Arch             | Garrett Gomez       | Albert Stall Jr.        | Adele B. Dilschneider               | Quality Road       | Musket Man         | 1'48"88 |
| 2009  | Bullsbay        | États-Unis | Tiznow           | Jeremy Rose         | H. Graham Motion        | Mitchell Ranch LLC                  | Macho Again        | Commentator        | 1'48"12 |
| 2008  | Commentator     | États-Unis | Distorted Humor  | John R. Velazquez   | Nick Zito               | Tracy Farmer                        | Student Council    | Grasshopper        | 1'50"23 |
| 2007  | Lawyer Ron      | États-Unis | Langfuhr         | John R. Velazquez   | Todd A. Pletcher        | Hines Racing LLC                    | Wanderin Boy       | Diamond Stripes    | 1'46"64 |
| 2006  | Invasor         | Uruguay    | Candy Stripes    | Fernando Jara       | Kiaran McLaughlin       | Shadwell Racing                     | Sun King           | West Virginia      | 1'49"06 |
| 2005  | Commentator     | États-Unis | Distorted Humor  | Gary Stevens        | Nick Zito               | Tracy Farmer                        | Saint Liam         | Sir Shackleton     | 1'48"33 |
| 2004  | Roses in May    | États-Unis | Devil His Due    | Edgar Prado         | Dale L. Romans          | Ken & Sarah Ramsey                  | Perfect Drift      | Bowmans Band       | 1'48"54 |
| 2003  | Medaglia d'Oro  | États-Unis | El Prado         | Jerry Bailey        | Robert J. Frankel       | Edmund A. Gann                      | Volponi            | Evening Attire     | 1'47"69 |
| 2002  | Left Bank       | États-Unis | French Deputy    | John R. Velazquez   | Todd A. Pletcher        | Michael Tabor                       | Street Cry         | Lido Palace        | 1'47"04 |
| 2001  | Lido Palace     | États-Unis | Rich Mans Gold   | Jerry Bailey        | Robert J. Frankel       | John Amerman                        | Albert The Great   | Gander             | 1'47"94 |
| 2000  | Lemon Drop Kid  | États-Unis | Kingmambo        | Edgar Prado         | Scotty Schulhofer       | Jeanne G. Vance                     | Cat Thief          | Behrens            | 1'48"30 |
| 1999  | Victory Gallop  | États-Unis | Cryptoclearance  | Jerry Bailey        | Elliott Walden          | Prestonwood Farm                    | Behrens            | Catienus           | 1'48"66 |
| 1998  | Awesome Again   | États-Unis | Deputy Minister  | Pat Day             | Patrick B. Byrne        | Stronach Stables                    | Tale of The Cat    | Crypto Star        | 1'49"71 |
| 1997  | Will's Way      | États-Unis | Easy Goer        | Jerry Bailey        | H. James Bond           | Rudlein Stable                      | Formal Gold        | Skip Away          | 1'48"37 |
| 1996  | Mahogany Hall   | États-Unis | Woodman          | José A. Santos      | James Baker             | Woodlyn Farm                        | Serena's Song      | Peaks and Valleys  | 1'48"60 |
| 1995  | Unaccounted For | États-Unis | Private Account  | Pat Day             | Scotty Schulhofer       | Morven Stud                         | Lcarriere          | Silver Fox         | 1'49"20 |
| 1994  | Colonial Affair | États-Unis | Pleasant Colony  | José A. Santos      | Scotty Schulhofer       | Centennial Farms                    | Devil His Due      | West By West       | 1'48"60 |
| 1993  | Brunswick       | États-Unis | Private Account  | Mike E. Smith       | Anthony Margotta        | Jerry Denker                        | West By West       | Devil His Due      | 1'47"40 |
| 1992  | Sultry Song     | États-Unis | Cox's Ridge      | Jerry Bailey        | Patrick Kelly           | Live Oak Racing                     | Out of Place       | Chief Honcho       | 1'47"20 |
| 1991  | In Excess       | États-Unis | Siberian Express | Gary Stevens        | Bruce L. Jackson        | Jack J. Munari                      | Chief Honcho       | Killer Diller      | 1'48"00 |
| 1990  | Criminal Type   | États-Unis | Alydar           | Gary Stevens        | D. Wayne Lukas          | Calumet Farm                        | Dancing Spree      | Mi Selecto         | 1'48"60 |
| 1989  | Easy Goer       | États-Unis | Alydar           | Pat Day             | C. R. McGaughey III     | Ogden Phipps                        | Forever Silver     | Cryptoclearance    | 1'47"40 |
| 1988  | Personal Ensign | États-Unis | Private Account  | Randy Romero        | C. R. McGaughey III     | Ogden Phipps                        | Gulch              | Kings Swan         | 1'47"80 |
| 1987  | Java Gold       | États-Unis | Key To The Mint  | Pat Day             | MacKenzie Miller        | Rokeby Stable                       | Gulch              | Broad Brush        | 1'48"40 |
| 1986  | Lady's Secret   | États-Unis | Secretariat      | Pat Day             | D. Wayne Lukas          | Eugene V. Klein                     | Ends Well          | Fuzzy              | 1'49"80 |
| 1985  | Track Barron    | États-Unis | Buckfinder       | Ángel Cordero Jr.   | LeRoy Jolley            | Peter Brant                         | Carr de Naskra     | Vanlandingham      | 1'47"60 |
| 1984  | Slew o' Gold    | États-Unis | Seattle Slew     | Ángel Cordero Jr.   | John O. Hertler         | Equusequity Stable                  | Track Barron       | Thumbsucker        | 1'48"20 |
| 1983  | Island Whirl    | États-Unis | Pago Pago        | Ed Delahoussaye     | Laz Barrera             | Elcee-H Stable                      | Bold Style         | Sunny's Halo       | 1'48"40 |
| 1982  | Silver Buck     | États-Unis | Buckpasser       | Don MacBeth         | J. Elliott Burch        | Cornelius Vanderbilt Whitney        | Winters Tale       | Tap Shoes          | 1'47"80 |
| 1981  | Fio Rito        | États-Unis | Dreaming Native  | Leslie Hulet        | Michael Ferraro         | Raymond LeCesse                     | Winters Tale       | Ring of Light      | 1'48"00 |
| 1980  | State Dinner    | États-Unis | Buckpasser       | Ruben Hernandez     | J. Elliott Burch        | Cornelius Vanderbilt Whitney        | Dr Patches         | Czaravich          | 1'48"20 |
| 1979  | Star de Naskra  | États-Unis | Naskra           | Jeffrey Fell        | Richard D. Ferris       | Caryle J. Lancaster                 | Cox's Ridge        | The Liberal Member | 1'47"60 |
| 1978  | Alydar          | États-Unis | Raise A Native   | Jorge Velásquez     | John M. Veitch          | Calumet Farm                        | Buckaroo           | Father Hogan       | 1'47"40 |
| 1977  | Nearly On Time  | États-Unis | Pollux           | Steve Cauthen       | LeRoy Jolley            | Mrs. Moody Jolley                   | American History   | Dancing Gun        | 1'49"40 |
| 1976  | Dancing Gun     | États-Unis | Gun Bow          | Roger Velez         | Laz Barrera             | Gedney Farms                        | American History   | Erwin Boy          | 1'50"00 |
| 1975  | Ancient Title   | États-Unis | Gummo            | Sandy Hawley        | Keith L. Stucki Sr.     | Ethel Kirkland                      | Group Plan         | Arbees Boy         | 1'48"20 |
| 1974  | Tri Jet         | États-Unis | Jester           | Laffit Pincay Jr.   | Charles R. Parke        | Fred W. Hooper                      | Infuriator         | Stop The Music     | 1'47"00 |
| 1973  | Onion           | États-Unis | Third Martini    | Jacinto Vásquez     | H. Allen Jerkens        | Hobeau Farm                         | Secretariat        | Rule By Reason     | 1'49"20 |
| 1972  | Key To The Mint | États-Unis | Graustark        | Braulio Baeza       | J. Elliott Burch        | Rokeby Stable                       | Tunex              | Loud               | 1'49"20 |
| 1971  | Protanto        | États-Unis | Native Dancer    | Jorge Velásquez     | MacKenzie Miller        | Cragwood Stables                    | Peace Corps        | Shuvee             | 1'49"40 |
| 1970  | Judgable        | États-Unis | Delta Judge      | Robert Woodhouse    | Herbert Nadler          | Saul Nadler                         | Hydrologist        | Dewan              | 1'48"40 |
| 1969  | Verbatim        | États-Unis | Speak John       | Pete Anderson       | James P. Conway         | Elmendorf Farm                      | Tropic King        | Dewan              | 1'50"00 |
| 1968  | Dr. Fager       | États-Unis | Roughn Tumble    | Braulio Baeza       | John A. Nerud           | Tartan Stable                       | Spoon Bait         | Fort Drum          | 1'48"80 |
| 1967  | Stupendous      | États-Unis | Bold Ruler       | Eddie Belmonte      | Edward A. Neloy         | Wheatley Stable                     | Ring Twice         | Straight Deal      | 1'48"20 |
| 1966  | Staunchness     | États-Unis | Bold Ruler       | Ernest Cardone      | Victor J. Nickerson     | Red Oak Stable                      | Prolijo            | Malicious          | 1'50"20 |
| 1965  | Kelso           | États-Unis | Your Host        | Ismael Valenzuela   | Carl Hanford            | Bohemia Stable                      | Malicious          | Pia Star           | 1'49"80 |
| 1964  | Gun Bow         | États-Unis | Gun Shot         | Walter Blum         | Edward A. Neloy         | Gedney Farms                        | Mongo              | Delta Judge        | 1'49"20 |
| 1963  | Kelso           | États-Unis | Your Host        | Ismael Valenzuela   | Carl Hanford            | Bohemia Stable                      | Saidam             | Sunrise County     | 1'50"40 |
| 1962  | Carry Back      | États-Unis | Saggy            | Johnny Sellers      | Jack A. Price           | Katherine Price                     | Crozier            | Garwol             | 1'50"00 |
| 1961  | Kelso           | États-Unis | Your Host        | Eddie Arcaro        | Carl Hanford            | Bohemia Stable                      | Our Hope           | Reinzi             | 1'48"00 |
| 1960  | Warhead         | États-Unis | Battle Morn      | Mike Sorrentino     | Kay Erik Jensen         | Mabel C. Scholtz                    | Talent Show        | Manassa Mauler     | 1'51"00 |
| 1959  | Plion           | États-Unis | Greek Ship       | Manuel Ycaza        | Tom Jolley              | Edward M. Potter                    | Amerigo            | Village Idiot      | 1'53"00 |
| 1958  | Cohoes          | États-Unis | Mahmoud          | John Ruane          | John M. Gaver Sr.       | Greentree Stable                    | Admiral Vee        | Inside Tract       | 1'51"60 |
| 1957  | Kingmaker       | États-Unis | Princequillo     | Bobby Ussery        | Frank I. Wright         | Happy Hill Farm                     | Riley              | Tick Tock          | 1'52"80 |
| 1956  | Dedicate        | États-Unis | Princequillo     | William Boland      | G. Carey Winfrey        | Jan Burke                           | Summer Tan         | Paper Tiger        | 1'49"80 |
| 1955  | First Aid       | États-Unis | Bernborough      | Hedley Woodhouse    | J. Elliott Burch        | Brookmeade Stable                   | Diving Board       | Chevation          | 1'51"60 |
| 1954  | Social Outcast  | États-Unis | Shut Out         | Eric Guerin         | William C. Winfrey      | Alfred G. Vanderbilt II             | Fisherman          | Domquil            | 2'04"40 |
| 1953  | Tom Fool        | États-Unis | Menow            | Ted Atkinson        | John M. Gaver Sr.       | Greentree Stable                    | Combat Boots       |                    | 2'05"40 |
| 1952  | Counterpoint    | États-Unis | Count Fleet      | Dave Gorman         | Sylvester Veitch        | Cornelius Vanderbilt Whitney        | Mandingo           | One Hitter         | 2'05"60 |
| 1951  | One Hitter      | États-Unis | Shut Out         | Ted Atkinson        | John M. Gaver Sr.       | Greentree Stable                    | Cochise            | Lone Eagle         | 2'05"00 |
| 1950  | Piet            | États-Unis | Grand Slam       | Nick Combest        | R. Emmett Potts         | BoMar Stable                        | Sun Bahram         | Adile              | 2'06"60 |
| 1949  | Round View      | États-Unis | Boswell          | Sebastian Perez     | Hollie Hughes           | Sanford Stud Farms                  | Donor              | My Request         | 2'06"60 |
| 1948  | Gallorette      | États-Unis | Challenger       | Arnold Kirkland     | Edward A. Christmas     | William L. Brann                    | Loyal Legion       | Natchez            | 2'05"20 |
| 1947  | Rico Monte      | États-Unis | Saint Patrick    | Ruperto Donoso      | Horatio Luro            | W. Arnold Hanger                    | Gallorette         | Stymie             | 2'02"60 |
| 1946  | Stymie          | États-Unis | Equestrian       | Basil James         | Hirsch Jacobs           | Ethel D. Jacobs                     | Mahout             | Trymenow           | 2'07"40 |
| 1945  | Trymenow        | États-Unis | Menow            | Herb Lindberg       | Oscar White             | Walter M. Jeffords Sr.              | Pavot              | Stymie             | 2'02"20 |
| 1944  | Devil Diver     | États-Unis | St. Germans      | Eddie Arcaro        | John M. Gaver Sr.       | Greentree Stable                    | Princequillo       | Bolingbroke        | 2'02"00 |
| 1943  | Bolingbroke     | États-Unis | Equipoise        | Herb Lindberg       | Walter Burrows          | Townsend B. Martin                  | Princequillo       | Water Pearl        | 2'02"00 |
| 1942  | Swing and Sway  | États-Unis | Equipoise        | Don Meade           | John M. Gaver Sr.       | Greentree Stable                    | Corydon            | Haltal             | 2'05"40 |
| 1941  | Fenelon         | États-Unis | Sir Gallahad     | James Stout         | James Fitzsimmons       | Belair Stud                         | Big Pebble         | Welcome Pass       | 2'06"40 |
| 1940  | Challedon       | États-Unis | Challenger       | George Woolf        | Louis Schaefer          | William L. Brann                    | Isolater           | Dusky Fox          | 2'03"20 |
| 1939  | Eight Thirty    | États-Unis | Pilate           | Harry Richards      | Bert Mulholland         | George D. Widener Jr.               | Shangay Lily       | Handcuff           | 2'06"20 |
| 1938  | War Admiral     | États-Unis | Man o'War        | Wayne D. Wright     | George Conway           | Glen Riddle Farm                    | Esposa             | Fighting Fox       | 2'03"80 |
| 1937  | Esposa          | États-Unis | Espino           | Nick Wall           | Matthew P. Brady        | William Ziegler Jr.                 | Matey              | Count Arthur       | 2'05"20 |
| 1936  | Discovery       | États-Unis | Display          | John Bejshak        | Bud Stotler             | Alfred G. Vanderbilt II             | Esposa             | Rust               | 2'06"80 |
| 1935  | Discovery       | États-Unis | Display          | John Bejshak        | Bud Stotler             | Alfred G. Vanderbilt II             | Esposa             | Good Goods         | 2'04"80 |
| 1934  | Discovery       | États-Unis | Display          | Don Meade           | Bud Stotler             | Alfred G. Vanderbilt II             | Fleam              | Time Clock         | 2'07"80 |
| 1933  | Caesar's Ghost  | États-Unis | Pompey           | Dominick Bellizzi   | Jack J. Connors         | Brookmeade Stable                   | Sun Archer         | Golden Way         | 2'10"80 |
| 1932  | Equipoise       | États-Unis | Pennant          | Raymond Workman     | Thomas J. Healey        | Cornelius Vanderbilt Whitney        | Gusto              | Rocky News         | 2'05"60 |
| 1931  | St. Brideaux    | États-Unis | St. Germans      | Linus McAtee        | James G. Rowe Jr.       | Greentree Stable                    | Curate             | Blenheim           | 2'05"00 |
| 1930  | Whichone        | États-Unis | Chicle           | Raymond Workman     | Thomas J. Healey        | Harry Payne Whitney                 | Marine             | Vanity             | 2'04"00 |
| 1929  | Bateau          | États-Unis | Man o'War        | Eddie Ambrose       | Scott P. Harlan         | Walter M. Jeffords Sr.              | Comstockery        | Display            | 2'09"40 |
| 1928  | Black Maria     | États-Unis | Black Toney      | Laverne Fator       | William H. Karrick      | William R. Coe                      | Chance Shot        | Whiskery           | 2'06"00 |